# مقبرة غرين ماونت
مقبرة غرين ماونت (بالإنجليزية: Green Mount Cemetery)‏ هي مقبرة تاريخية في بالتيمور بولاية ماريلاند الأمريكية. أُسست في 15 مارس 1838، وكُرِّست في 13 يوليو 1839. تشتهر بكثرة عدد الشخصيات التاريخية المدفونة في أرضها، إلى جانب احتوائها على رفات عدد كبير من أبناء العائلات الكبيرة في منطقة بالتيمور. وتحفل المقبرة بالأعمال الفنية النفيسة، من بينها منحوتات لكبار النحاتين من أمثال ويليام هنري راينهارت وهانس شولر. أُدرجت المقبرة ضمن السجل الوطني للأماكن التاريخية سنة 1980.

## مشاهير دفنوا في المقبرة
- ألين دالاس ويلز (1893 ـ 1969): مدير وكالة المخابرات المركزية وعضو لجنة وارن.
- بنيامين شو هوارد (1791 ـ 1872): عضو بالكونغرس الأمريكي، كان خامس معلن لقرارات المحكمة العليا للولايات المتحدة.
- جون أرشيبالد كامبل (1811 ـ 1889): قاضٍ في المحكمة العليا للولايات المتحدة.
- جون نيلسون (1794 ـ 1860): نائب عام الولايات المتحدة.
- جون ويلكس بوث (1838 ـ 1865): منفذ عملية اغتيال الرئيس أبراهام لينكولن.
- جونز هوبكنز (1795 ـ 1873): رجل أعمال ومحسن أمريكي، ترك مبلغًا كبيرًا من تركته لإنشاء جامعة جونز هوبكنز ومستشفى جونز هوبكنز.
- رافردي جونسون (1796 ـ 1876): سياسي، كان عضوًا بمجلس الشيوخ الأمريكي ونائبًا عامًا.
- لويس ماكلين (1786 ـ 1857): عضو بالكونغرس الأمريكي عن ولاية ديلاوير، ثم وزير الخزانة، ثم وزير الخارجية.
- هارييت لين (1830 ـ 1903): ابنة أخت الرئيس الأمريكي جيمس بوكانان. قامت بمهام السيدة الأولى للولايات المتحدة إبان رئاسة خالها الأعزب بين عامي 1857 و1861.

## أعلام
- جون ويلكس بوث